# Crkva sv. Franje Ksaverskog u Plešivici
Crkva sv. Franje Ksaverskog je crkva u naselju Plešivica koje je u sastavu grada Jastrebarsko, zaštićeno kulturno dobro.

## Opis dobra
Crkva sv. Franje Ksaverskog smještena je na zaravni brežuljka, na samom rubu naselja Plešivica. Sagrađena je 1752-57.g. Nakon što joj je 1822. dograđen zvonik, 1847.g. je obnovljena. Riječ je o centralnoj građevini s kvadratnom lađom i tri polukružne apside što čini rijedak trolisni tlocrt, sa sakristijom uz svetište i pravokutnim ulaznim prostorom. Posebnost čini i konkavno riješeno pročelje uz koje je zvonik. Centralni prostor svetišta svođen je polukupolastim svodom, a polukružne apside polukalotama. Osim arhitektonske vrijednosti crkvu čini značajnom njen inventar (oltari, propovijedaonica, orgulje). Svojim položajem dominira u prostoru što joj priskrbljuje visoku ambijentalnu vrijednost.

## Zaštita
Pod oznakom Z-851 zavedena je kao nepokretno kulturno dobro - pojedinačno, pravna statusa zaštićena kulturnog dobra, klasificirano kao "sakralna graditeljska baština".